# ما ژی
ما ژی (انگلیسی: Ma Zhi؛ زادهٔ ۱۰ مهٔ ۱۹۶۵) شمشیرباز اهل چین بود. وی در بازی‌های المپیک تابستانی ۱۹۸۸ شرکت کرده‌است.